# Magyarbükkös község
Magyarbükkös község (románul: Comuna Bichiș) község Maros megyében, Romániában. Központja Magyarbükkös, beosztott falvai Gombostelke, Lándor, Magyarózd.

## Népessége
A 2011-es népszámlálás adatai alapján a község népessége 805 fő volt.